# جاده ئی۴۰۲ اروپا

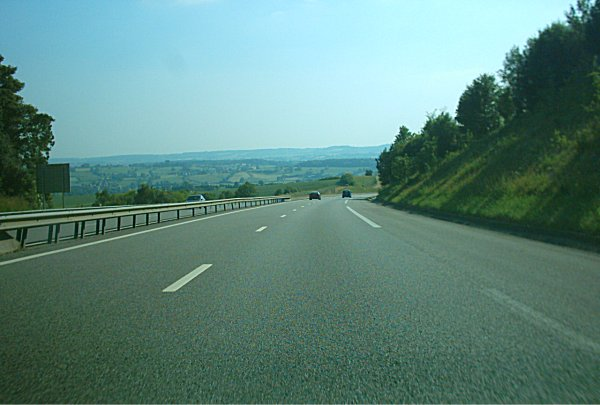

جاده ئی۴۰۲ اروپا (به انگلیسی: European route E402) یکی از جاده‌های درجه ۲ قاره اروپا است.
این جاده که در کشور فرانسه قرار دارد از شهر کاله شروع شده و در شهر لو مان به پایان می‌رسد.